# 8097 Яманісі
8097 Яманісі (8097 Yamanishi) — астероїд головного поясу, відкритий 12 вересня 1993 року.
Тіссеранів параметр щодо Юпітера — 3,486.
Названо на честь астронома Яманісі (яп. やまにし(山西)).